# ロールシャッハ (戯曲)
『ロールシャッハ』は、2010年、2012年に公演された演劇作品。脚本・演出を小林賢太郎が手がける小林賢太郎プロデュース公演（KKP）#007。

## 概要
小林賢太郎プロデュース公演（KKP）の7作目として、2010年10月7日からの東京公演を皮切りに全国6都市で公演。全公演がチケット即売と好評を博し、2012年に全国9都市での再演が決定。2013年5月には、DVD・Blu-rayが発売された。DVD・Blu-rayには、2012年12月の横浜公演のものが収録されている。

## あらすじ
とある国の開拓隊は、世界各所の島々を開拓していき、最後に「壁際島」と呼ばれる島まで開拓を行った。そこは島はおろか世界の端から端まで続く巨大な壁がそびえ立つ奇妙な島だった。国の上層部はこの壁の先にもまだ土地が広がっていると推測、「パイオニア号」と呼ばれるロケットを使い、その壁を打ち破ろうとしていた。
富山塁は開拓隊の下っ端隊員だったが、ある日パイオニア号に関わる重要な任務のリーダーを務めることになった。その内容はパイオニア号が壁に進入する前に、大砲によって壁に穴を開けるというものだった。この任務に呼ばれたメンバーは3人。鉄工所経営で力持ちだが短気な性格の壺井貢。オタク気質で頭は良いが心配性で内気な性格の天森平吉。お調子者で人を小馬鹿にしたような態度を常にとっている串田益夫。三者三様、性格の異なる3人に富山は指揮官として指導していくことになる。大砲の発砲は明朝6時、残り時間は24時間を切っていた。
大砲をどこに撃つかは予定時刻の1分前に知らされることになっていた。あまりにも直前すぎることに3人は抗議するが、富山は上からの命令であるとして懐柔する。大砲の発砲までには「大砲をクリーニングロッドで清掃する係」「気象条件により大砲の向きを調整する係」「発砲を行う係」の3つの役割分担が必要だった。初めのうちは適当に分担したせいで全く息が合わなかったが、次第に自分ができることを発見し、適材適所を選ぶことで訓練を進めていく。
そうした中で、4人は自分の理想の姿や本当の自分を見つめていく。短気な性格を治そうとして「逆に」人に甘い性格になろうとする壺井。弱気な性格を見せないように「逆に」喧嘩っ早いことをアピールしようとする天森。二人は富山からを一喝され、その「逆」が間違っていること、無理して変わろうとしなくていいことを諭す。それをまたも小馬鹿にする串田だったが、彼自身は何一つ自分の意見を持っておらず、他人を馬鹿にしていたときの言葉がそのまま自分に返ってくることに気がつく。
夜、自己嫌悪に陥った串田を富山が見つけ、語り合う。富山は幼い頃から勉学に励み、本当はなりたかった曲芸士の道を諦めて開拓隊へと入隊した。彼の父は実は開拓隊の最高司令官であり、認められたいという気持ちがあったのだ。だが、それは両親が望む姿であって自分がなりたいものではないと指摘する串田。自分の意見がない、という部分で一致していたことに気づいた二人は「自分が好きなもの」を語り合うことで自分自身を見つけていく。
明朝、発砲まであと1時間を切り、各々準備を始めるが、そこで3人はこのプロジェクトに疑問を呈し始める。壁を壊したらその後何をするのか。開拓隊は壁の向こうがどうなっているのか実は知っているのではないか。もしその向こうに同じように人が住んでいたら、それは侵略や戦争になるのではないか。自分たちがその鏑矢になることを恐れた3人は富山に詰問する。
3人の予想通り、このプロジェクトの目的は壁の向こうの世界への侵略だった。開拓隊の科学部曰く、壁の向こうには「この世界」と同じ陸地が鏡のように広がっており、さらにそちらでは「右」と「左」の概念が逆なのだという（ここで3人は「こっちが右手だ」と手を挙げるが、その手は我々から見たら明らかに左手である）。仮にその概念だけ逆であり、まるで平行世界のように壁の向こうの世界も同じような国力や兵力を持っていたら、先に攻め込んだほうが勝利する、と富山は説く。ロケットと称されていた「パイオニア号」の正体も、突破口を開いた後に撃ち込むミサイルだったのだ。
これは上からの命令で逆らうことは反逆になると刃物を取り出してまで脅す富山。だが、そこに自分の意見がないことに気づいた串田は、富山自身はどうしたいのかを改めて問いただす。壺井や天森の助言も加わり、それまで敷かれたレールの上でしか歩んでこなかった富山は、ついに「大砲は壁に向けて撃たない」決断をする。発砲まであと20分を切っていた。4人は総力を入れてその決断に向けて尽力する。

## 出演
- 壺井貢：久ヶ沢徹
- 富山塁：竹井亮介
- 串田益夫：辻本耕志
- 天森平吉：小林賢太郎

## スタッフ
- 脚本・演出：小林賢太郎
- 図案：good design company
- 舞台写真：壺久
- テーマソング：ノーナ・リーヴス「AUGUST」
- 音楽：徳澤青弦
- 衣裳：伊賀大介
- ディレクター：松永ホマレ
- 企画・制作著作：トゥインクル・コーポレーション

## 公演
初演
- 東京公演：2010年10月6日 - 10月17日　本多劇場
- 北九州公演：2010年10月22日 - 10月24日　北九州芸術劇場中劇場
- 大阪公演：2010年10月27日 - 10月31日　シアター・ドラマシティ
- 札幌公演：2010年11月4日 - 11月7日　かでるホール
- 東京公演：2010年11月11日 - 11月23日　銀河劇場
- 静岡公演：2010年11月27日 - 11月28日　静岡市民文化会館中ホール

再演
- 東京公演：2012年10月17日 - 10月28日　本多劇場
- 静岡公演：2012年10月31日 - 11月1日　グランシップ中ホール・大地
- 広島公演：2012年11月4日　アステールプラザ大ホール
- 福岡公演：2012年11月10日 - 11月11日　キャナルシティ劇場
- 大阪公演：2012年11月22日 - 11月27日　サンケイホールブリーゼ
- 仙台公演：2012年12月1日 - 12月2日　仙台市民会館大ホール
- 名古屋公演：2012年12月5日 - 12月7日　日本特殊陶業市民会館ビレッジホール
- 横浜公演：2012年12月11日 - 12月16日　神奈川芸術劇場ホール
- 札幌公演：2012年12月22日 - 12月23日　札幌市教育文化会館大ホール